# Campeonato Europeo de Patinaje Artístico sobre Hielo de 2004
El XCV Campeonato Europeo de Patinaje Artístico sobre Hielo se realizó en Budapest (Hungría) del 2 al 8 de febrero de 2004. Fue organizado por la Unión Internacional de Patinaje sobre Hielo (ISU) y la Federación Húngara de Patinaje sobre Hielo.
Las competiciones se efectuaron en la Arena Deportiva de Budapest. Participaron en total 140 patinadores de 32 países europeos.

## Resultados

### Masculino
| Puesto | Nombre                | País    | Puntos |
| ------ | --------------------- | ------- | ------ |
| Oro    | Brian Joubert         | Francia | 2,6    |
| Plata  | Yevgueni Pliúshchenko | Rusia   | 3,0    |
| Bronce | Iliá Klimkin          | Rusia   | 5,6    |

### Femenino
| Puesto | Nombre          | País    | Puntos |
| ------ | --------------- | ------- | ------ |
| Oro    | Júlia Sebestyén | Hungría | 1,5    |
| Plata  | Elena Liashenko | Ucrania | 4,0    |
| Bronce | Yelena Sokolova | Rusia   | 5,0    |

### Parejas
| Puesto | Nombre                              | País    | Puntos |
| ------ | ----------------------------------- | ------- | ------ |
| Oro    | Tatiana Totmianina / Maksim Marinin | Rusia   | 1,5    |
| Plata  | Mariya Petrova / Alekséi Tíjonov    | Rusia   | 3,0    |
| Bronce | Dorota Zagórska / Mariusz Siudek    | Polonia | 4,5    |

### Danza en hielo
| Puesto | Nombre                            | País     | Puntos |
| ------ | --------------------------------- | -------- | ------ |
| Oro    | Tatiana Navka / Román Kostomárov  | Rusia    | 2,0    |
| Plata  | Albena Denkova / Maksim Staviski  | Bulgaria | 4,6    |
| Bronce | Elena Grushina / Ruslan Goncharov | Ucrania  | 5,4    |

## Medallero
| Núm. | País     | Oro | Plata | Bronce | Total |
| ---- | -------- | --- | ----- | ------ | ----- |
| 1    | Rusia    | 2   | 2     | 2      | 6     |
| 2    | Francia  | 1   | 0     | 0      | 1     |
| 2    | Hungría  | 1   | 0     | 0      | 1     |
| 4    | Ucrania  | 0   | 1     | 1      | 2     |
| 5    | Bulgaria | 0   | 1     | 0      | 1     |
| 6    | Polonia  | 0   | 0     | 1      | 1     |
|      | TOTAL    | 4   | 4     | 4      | 12    |